# Скайленд (Невада)
Скайленд (англ. Skyland) — переписна місцевість (CDP) в США, в окрузі Дуглас штату Невада. Населення — 328 осіб (2020).

## Географія
Скайленд розташований за координатами 39°1′38″ пн. ш. 119°55′9″ зх. д. / 39.02722° пн. ш. 119.91917° зх. д. (39.027326, -119.919072).  За даними Бюро перепису населення США в 2010 році переписна місцевість мала площу 11,54 км², з яких 11,28 км² — суходіл та 0,26 км² — водойми.

## Демографія
Згідно з переписом 2010 року, у переписній місцевості мешкало 376 осіб у 175 домогосподарствах у складі 113 родин. Густота населення становила 33 особи/км².  Було 265 помешкань (23/км²).
Расовий склад населення:
| - 93,9 % — білих - 3,7 % — азіатів |

До двох чи більше рас належало 2,1 %. Частка іспаномовних становила 3,2 % від усіх жителів.
За віковим діапазоном населення розподілялося таким чином: 15,7 % — особи молодші 18 років, 56,1 % — особи у віці 18—64 років, 28,2 % — особи у віці 65 років та старші. Медіана віку мешканця становила 55,6 року. На 100 осіб жіночої статі у переписній місцевості припадало 93,8 чоловіків;  на 100 жінок у віці від 18 років та старших — 94,5 чоловіків також старших 18 років.
Середній дохід на одне домашнє господарство  становив 176 388 доларів США (медіана — 175 208), а середній дохід на одну сім'ю — 187 463 долари (медіана — 175 625). 
Цивільне працевлаштоване населення становило 118 осіб. Основні галузі зайнятості: мистецтво, розваги та відпочинок — 26,3 %, освіта, охорона здоров'я та соціальна допомога — 16,1 %, інформація — 15,3 %.